# Charles Ng (morderca)

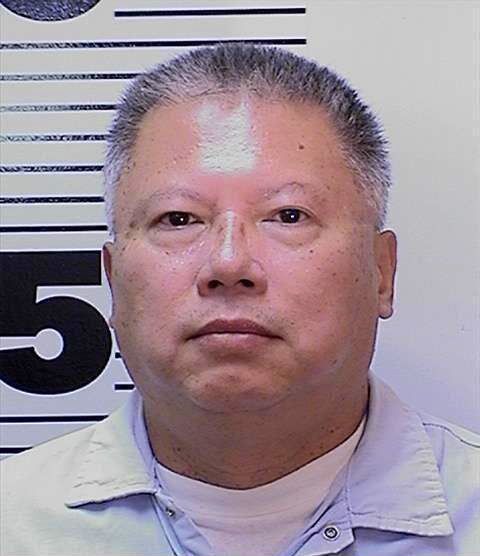
Zdjęcie więzienne Charlesa Ng z 2018 r.

Charles Chi-Tat Ng (chiń. trad. 吳志達; ur. 24 grudnia 1960 w Hongkongu) – amerykański seryjny morderca pochodzenia chińskiego, który w latach 1983–1985 wraz ze swoim partnerem Leonardem Lake’iem zgwałcił, torturował i zamordował od 11 do 25 ofiar w północnej Kalifornii. Dokładna liczba ich zbrodni jest nieznana. Po aresztowaniu Lake’a, Ng zbiegł do Kanady, gdzie później został zatrzymany i poddany ekstradycji do Stanów Zjednoczonych. W 1999 roku Charles Ng został uznany winnym popełnienia 11 morderstw pierwszego stopnia (sześciu mężczyzn, trzech kobiet i dwóch niemowląt) i skazany na karę śmierci. Jego proces kosztował około 20 milionów dolarów i był jednym z najdroższych w historii Kalifornii. Aktualnie Charles Ng przebywa w bloku śmierci więzienia stanowego San Quentin, gdzie oczekuje na wykonanie wyroku.